# Buio Pesto
Buio Pesto est un groupe musical italien, originaire de Bogliasco, qui chante à la fois en dialecte génois et en italien. Ils comptent 240 000 exemplaires vendus à ce jour. Ils ont récolté à ce jour 300 000 euros pour leur projet caritatif Ambulanza Verde.

## Histoire

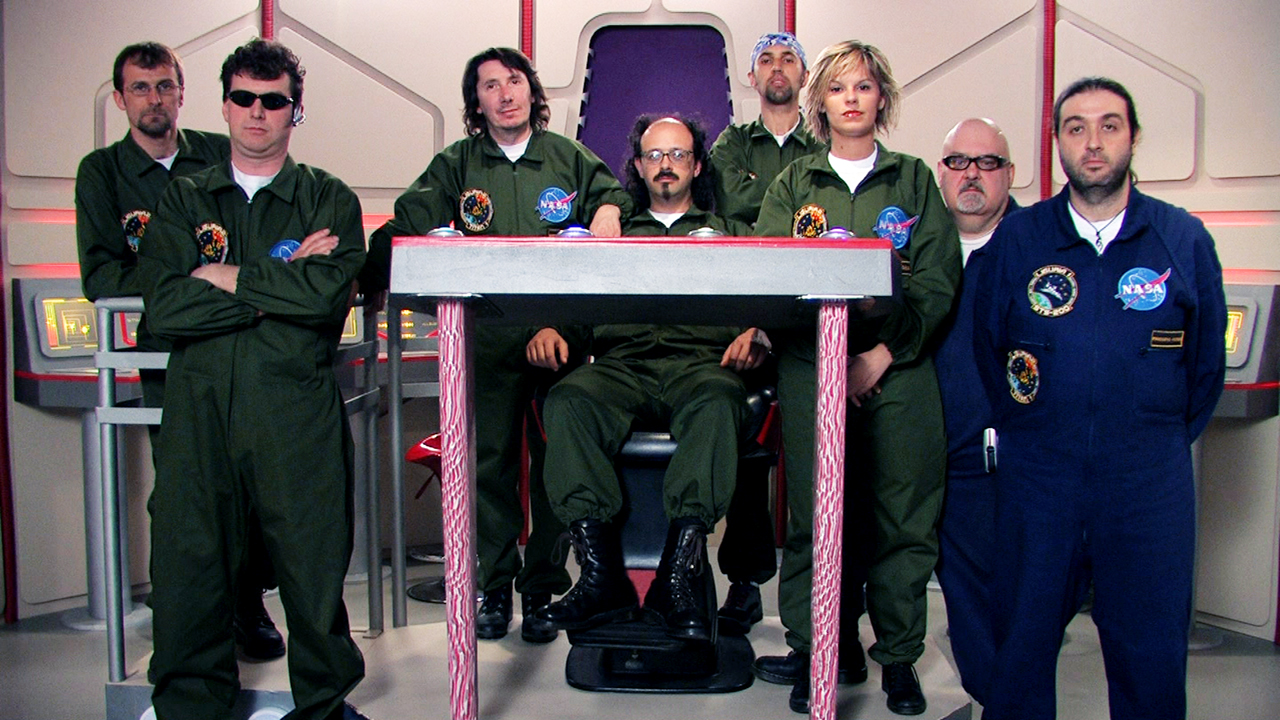
Buio Pesto dans la série télévisée InvaXön - Alieni nello spazio.

L'histoire de Buio Pesto commence en septembre 1983 avec Danilo Straulino, Davide Ageno et Ettore Valle, bien que leur activité professionnelle débute en 1992 avec l'enregistrement de leur premier album, Voglio una fidanzata, publié par FMA-Discomagic. En 1995, la carrière artistique de Buio Pesto prend un tournant important avec la décision de chanter en langue ligure. Le mois de juin voit la sortie de leur premier album en dialecte, Belinlandia, qui se classe immédiatement en tête des ventes en Ligurie. Grâce à ce succès, Buio Pesto signe un contrat de distribution avec Sony Music.
Leur deuxième album, Cosmolandia, sorti en 1998, contient une chanson inédite : Cosmolandia, chantée en duo avec Franco Malerba, le premier astronaute italien à avoir volé dans l'espace pour la NASA en 1992 à bord de la navette Atlantis. Le 19 décembre 1999, la navette spatiale Discovery décolle de Cap Canaveral avec à son bord le CD Cosmolandia, offert par Claude Nicollier, le collègue de Malerba à bord de la mission de 1992, devenant ainsi le premier disque européen à voler dans l'espace. La même année, ils donnent un concert à New York, aux États-Unis, pour Ligurians in the World.
En 2004, Buio Pesto a également produit et joué dans le film de science-fiction entièrement tourné et produit en Italie, InvaXön - Alieni in Liguria. À la suite du succès cinématographique et télévisuel du film, Buio Pesto joue dans la série télévisée InvaXön - Alieni nello spazio, produite et diffusée par la chaîne Jimmy sur Sky en 2007. En 2005, la ville de Gênes remet à Buio Pesto le disque d'or pour l'ensemble de sa carrière, pour avoir vendu plus de 50 000 disques. En octobre 2008, l'année de la sortie de l'album Liguria, leur deuxième film intitulé Capitan Basilico sort. Le film était en compétition pour le prix David di Donatello 2009 et est ensuite acquis par Rai Cinema et diffusé par Rai 2.
En décembre 2011 sort leur troisième film, intitulé Capitan Basilico 2, également en compétition pour le prix David di Donatello 2009, puis acquis par Rai Cinema et diffusé par Rai 2. En 2012, Buio Pesto a joué dans deux films : 12 12, sorti en salles le 17 octobre 2013 et distribué par Mediterranea, et The President's Staff, produit par Rai Cinema pour le marché international et tourné en anglais.
Le 29 avril 2015, le single numérique Io e te est mis en vente, extrait de l'album Buio Pesto, sorti en 2010.

## Membres

### Membres actuels
- Massimo Morini - voix, clavier
- Nino Cancilla - voix, basse
- Simone Carabba - voix
- Rossella Pipitone - voix
- Cristina Mambilla - clavier, chœurs
- Massimo Bosso - paroles, production

### Anciens membres
- Alessandro Pagnucco - basse
- Andrea « Pagen » Paglierini - voix
- Davide Ageno - guitare, voix
- Danilo Straulino - batterie
- Maurizio Borzone - violon, clavier, trompette, accordéon, bandrillon
- Federica Saba - voix
- Gianni Casella - voix
- Giorgia Vassallo - voix

## Discographie

### Albums studio
- 1992 : Voglio una fidanzata
- 1995 : Belinlandia
- 1998 : Cosmolandia
- 2001 : Colombo
- 2002 : Paganini
- 2004 : Basilico
- 2006 : Palanche
- 2008 : Liguria
- 2010 : Pesto
- 2012 : Zeneize
- 2014 : Buio Pesto
- 2016 : Liguri
- 2018 : Verde

### Compilations
- 2001 : Zeneize
- 2022 : 25